# Elephantomyia inaequistyla
Elephantomyia inaequistyla är en tvåvingeart som beskrevs av Alexander 1974. Elephantomyia inaequistyla ingår i släktet Elephantomyia och familjen småharkrankar.
Artens utbredningsområde är Nigeria. Inga underarter finns listade i Catalogue of Life.